# Ademar León
Club Balonmano Ademar León er en spansk håndboldklub, der kommer fra León i Spanien. Klubben spiller i Liga ASOBAL.

## Historie
Klubben blev oprettet i 1956. Indtil 1975 spillede klubben i provinsrækkerne, hvor det ikke var økonomisk muligt at rykke op. Det år rykkede klubben op i 1ª División Nacional.
I sæsonen 1995/1996 blev klubben nr. 6, hvilket tillod dem for første gang at spille med i en europæisk turnering – City Cup'en (nuværende Challenge Cup). I sæsonen 1996/1997 blev de nr. to i ASOBAL-ligaen og nr. to i ASOBAL Cup'en.
I begyndelsen af sæsonen 2001/2002, tabte de den første titel i sæsonen, da de tabte den spanske supercup til pokalmestrene fra Portland San Antonio.

## Meritter
- Liga ASOBAL
  - Vindere: 2000/2001.
  - Nr. 2: 1996/97, 1998/99.
- Copa del Rey de Balonmano
  - Vindere: 2001/02.
- Copa ASOBAL
  - Vindere: 1998-99, 2008-09
  - Tabende finalister: 1996/97, 1997/98, 2001/02.
- Supercopa ASOBAL
  - Tabende finalister: 2001/02, 2002/03.
- Cup Winners' Cup
  - Vindere: 1998/99
  - Tabende finalister: 2000/01.

## Halinformation
- Navn: Palacio Municipal
- By: León
- Kapacitet: 6.000 tilskuere
- Adresse: Avda. Saenz de Miera s/n